# José Sancho (cantaire)
José Vicente Sancho va ser un cantaire de Castelló de la Plana.

## Biografia
Va néixer en Morella els pares eren Pere Antoli i Tomasa Antoli, va ser batejat el 9 de novembre de l'any 1692. Va entrar com a infant del cor de l'església de Castelló el 8 de novembre de 1706. En abandonar el seu càrrec el 17 de gener de 1708, va rebre 12 lliures, un sou i vuit diners. L'1 de desembre de 1713 va rebre el càrrec de ministril de tiple. Amb aquest càrrec cobrava cada quatre mesos 6 lliures, 12 sous i 4 diners segons els llibres d'administració de l'almoina. El 7 de desembre de 1716 va deixar el càrrec i no hi ha constància d'ell en els registres dels següents anys.